# JD Gaming
JD Gaming (JDG) là một tổ chức thể thao điện tử chuyên nghiệp của Trung Quốc có trụ sở tại Bắc Kinh, sở hữu hai đội Liên Minh Huyền Thoại: một đội chính thi đấu tại giải League of Legends Pro League (LPL), giải đấu Liên Minh Huyền Thoại chuyên nghiệp cấp cao nhất ở Trung Quốc và một đội dành cho các thực tập sinh - Joy Dream, thi đấu tại giải League of Legends Developmental League (LDL), một giải thứ cấp của Trung Quốc. Cả hai đội đều được thành lập vào ngày 20 tháng 5 năm 2017 sau khi công ty thương mại điện tử JD.com mua lại vị trí trong LPL của QG Reapers và trong LSPL (nay là LDL) của Now or Never.
Trước khi mua lại, JD Gaming có một đội Liên Minh Huyền Thoại nữ và một đội Overwatch, cả hai đều chỉ đạt được thành công nhỏ và sau đó phải giải tán.

## Liên Minh Huyền Thoại

### Lịch sử
Hầu hết các tuyển thủ và nhân viên của QG Reapers đều đã gia nhập JD Gaming sau khi tổ chức của họ được JD.com mua lại vào ngày 20 tháng 5 năm 2017. Đội hình đầu tiên của JD Gaming bao gồm người đi đường trên Kan "Kabe" Ho-man, người đi rừng Kim "Clid" Tae-min và Chang "Xinyi" Ping, người đi đường giữa Kim "Doinb" Tae-sang, người đi đường dưới Xu "Barrett" Qiubin và Lee "LokeN" Dong-wook, cùng với hỗ trợ Hu "Cloud" Zhenwei và Zuo "LvMao" Minghao. Giải đấu lần đầu tiên tham dự của đội là Demacia Cup 2017, họ xếp thứ 9-12 sau trận thua 0–2 trước LGD Gaming.
JD Gaming được xếp vào bảng B tại vòng bảng LPL Mùa Hè 2017, cả đội xếp thứ 5 trong bảng với thành tích 6–10. Đội cũng đã đủ điều kiện tham dự Giải đấu Thể thao Điện tử Quốc gia 2017 (National Electronic Sports Tournament - NEST) sau khi đánh bại Edward Gaming 2–0 ở giai đoạn vòng loại. JD Gaming sau đó đã tiến vào trận chung kết NEST, nhưng lại để thua 0–2 trước Invictus Gaming. Sau NEST, JD Gaming đã trải qua một số thay đổi về đội hình: Kabe, Xinyi, Doinb, Barrett và Cloud rời đội, trong khi người đi đường trên Zhang "Zoom" Xingran và người đi đường giữa Zeng "YaGao" Qo gia nhập để thay thế các vị trí còn trống. Đội hình mới được sửa đổi gồm Zoom, Clid, YaGao, LokeN và LvMao đã xếp thứ 4 trong giải Demacia Championship 2017 sau khi một lần nữa để thua trước Invictus Gaming với tỉ số 0-2.
Trong suốt giải LPL mùa hè 2018, JD Gaming là thành viên trong đại hội phía đông của giải  đấu, nơi họ đứng thứ 4 với thành tích 10–9. Vị trí này đủ để cho họ đi tiếp vào vòng loại trực -tiếp, tại vòng loại trực tiếp đội để thua 0-3 trước Bilibili Gaming và phải dừng chân ở vị trí 7-8 chung cuộc. JD Gaming xếp thứ ba trong đại hội phía đông LPL mùa hè 2018 với thành tích 13–6 và đủ điều kiện tham dự vòng loại trực tiếp, nơi họ tiếp tục đứng thứ ba sau khi đánh bại Rogue Warriors với tỉ số 3–0 trong trận tranh hạng ba. Đội đã không thể giành quyền tham dự Giải vô địch thế giới 2018 sau khi Edward Gaming loại họ khỏi vòng loại khu vực LPL 2018 với chiến thắng sát nút 3–2. Tại NEST 2018 JD Gaming đã giành hạng nhất sau khi đánh bại Topsports Gaming 2–1 trong trận chung kết.
Ngày 20 tháng 11 năm 2018, Clid và LokeN rời JD Gaming trong giai đoạn offseason. Tháng 12 năm 2018, người đi rừng Sung "Flawless" Yeon-jun và Đỗ "Levi" Duy Khánh lần lượt được chuyển nhượng từ Rogue Warriors và 100 Thieves, trong khi người đi đường dưới Ju "Bvoy" Yeong-hoon và Gu "Imp" Seung-bin lần lượt rời Young Miracles và Team WE và gia nhập đội để hoàn thành danh sách. Đội hình mới xếp thứ 7-8 tại Demacia Cup 2018.
JD Gaming đứng thứ tám trong giai đoạn vòng bảng của LPL mùa hè 2019, chỉ đủ điều kiện tham dự vòng loại trực tiếp với tư cách là hạt giống cuối cùng. Đội tiếp tục vượt quá sự mong đợi của nhiều nhà phân tích khi lọt vào trận chung kết tổng sau khi có những chiến thắng trước Team WE, Royal Never Give Up, và FunPlus Phoenix,, các đội lần lượt xếp hạng 5, hạng 4 & và hạng 1 tại giai đoạn vòng bảng. Tuy nhiên, JD Gaming cuối cùng đã bị Invictus Gaming đánh bại với tỉ số 3–0 trong trận chung kết tổng.
Ngày 13 tháng 5 năm 2019, Levi và Bvoy rời JD Gaming, riêng Levi đã trở lại đội cũ của mình - GAM Esports. Ngày 23 tháng 5 năm 2019, người đi rừng Seo "Kanavi" Jin-hyeok gia nhập JD Gaming sau khi rời Griffin.
JD Gaming xếp thứ 10 trong giai đoạn vòng bảng của LPL mùa hè 2019, qua đó không đủ điều kiện để tiến vào vòng loại. Đội đã không thể tham dự Giải vô địch thế giới 2019 sau khi thua Invictus Gaming ở lượt đầu tiên của vòng loại khu vực. Imp giải nghệ và rời JD Gaming vào cuối năm 2019, sau đó vị trí này được thay thế bằng cựu tuyển thủ đường dưới của Top Esports Lee "LokeN" Dong-wook. Với đội hình mới này, JD Gaming đã giành vị trí thứ ba tại Demacia Cup 2019, đánh bại Vici Gaming trong trận tranh hạng ba.
JD Gaming đã không thực hiện bất kỳ thay đổi hay bổ sung đội hình nào trong giải LPL mùa hè 2020, sau đó đội xếp thứ 2 tại giai đoạn vòng bảng. Vị trí này đã giúp JD Gaming tiến thẳng vào bán kết và đánh bại đương kim vô địch thế giới FunPlus Phoenix. JD Gaming sau đó đã đánh bại Top Esports tại trận chung kết tổng, qua đó giành chức vô địch LPL đầu tiên của họ.
Tại MSI 2023, được tổ chức tại Vương quốc Anh, JD Gaming vô địch sau khi thắng 3-1 trước BLG tại trận chung kết.

## Thành tích
| Thứ hạng     | Giải đấu                      | Kết quả chung cuộc (T–B)     |
| ------------ | ----------------------------- | ---------------------------- |
| 9th–12th     | Demacia Cup 2017              | 0–2 (vs LGD Gaming)          |
| 5th          | LPL mùa hè 2017 (bảng B)      | 6–10                         |
| Đủ điều kiện | Vòng loại NEST 2017           | 2–0 (vs Edward Gaming)       |
| 2nd          | NEST 2017                     | 0–2 (vs Invictus Gaming)     |
| 4th          | Demacia Championship 2017     | 0–2 (vs Invictus Gaming)     |
| 4th          | LPL mùa xuân (phía đông) 2018 | 10–9                         |
| 7th–8th      | LPL Playoffs mùa xuân 2018    | 0–3 (vs Bilibili Gaming)     |
| 3rd          | LPL mùa hè (phía đông) 2018   | 13–6                         |
| 3rd          | LPL Playoffs mùa hè 2018      | 3–0 (vs Rogue Warriors)      |
| 3rd          | LPL vòng loại khu vực 2018    | 2–3 (vs Edward Gaming)       |
| 1st          | NEST 2018                     | 2–1 (vs Topsports Gaming)    |
| 7th–8th      | 2018 Demacia Cup 2018         | 1–2 (vs Edward Gaming)       |
| 8th          | LPL mùa xuân 2018             | 9–6                          |
| 2nd          | LPL Playoffs mùa xuân 2018    | 0–3 (vs Invictus Gaming)     |
| 5th–8th      | NEST 2019                     | 1–2 (vs Invictus Gaming)     |
| 2nd          | Rift Rivals CK-LPL-LMS-VCS    | 1–3 (vs LCK)                 |
| 10th         | LPL mùa hè 2019               | 6–9                          |
| 3rd          | LPL vòng loại khu vực 2019    | 2–3 (vs Invictus Gaming)     |
| 3rd          | Demacia Cup 2019              | 3–0 (vs Vici Gaming)         |
| 1st          | LPL Scrims League 2020        | 3–0                          |
| 2nd          | LPL mùa xuân 2020             | 12–4                         |
| 1st          | LPL Playoffs mùa xuân 2020    | 3–2 (vs Top Esports)         |
| 1st          | LPL mùa hè 2020               | 13–3                         |
| 2nd          | LPL Playoffs mùa hè 2020      | 2–3 (vs Top Esports)         |
| 5th–8th      | Chung kết thế giới 2020       | 1-3 (vs Suning tại Tứ kết 2) |
| 1st          | MSI 2023                      | 3-1 (vs BLG tại Chung kết)   |